# ベサ機関銃
ベサ機関銃は、チェコスロバキアの空冷・ベルト給弾式機関銃であるZB-53をイギリスがライセンス生産したものである。チェコスロバキア陸軍では、この機関銃はTK Vz.37（TKは「těžký kulomet」、重機関銃の意。Vzは「vzor」、型式を意味する）と呼称された。設計者は"Vaclav Holek"である。本銃は、第二次世界大戦中のイギリス陸軍において機甲部隊に広く使用され、より重く水冷式のヴィッカース重機関銃に替わり、戦車や装甲車の装備機銃として搭載された。搭載にあたり、本銃は戦車の装甲に、より大きな開口部分を必要としたが、信頼性・確実性があった。本銃の名称はBSAに由来する。BSAは、Československá zbrojovkaとイギリスでのライセンス生産契約を結んだ。陸軍省ではこの兵器を1938年に発注し、改修の後、1939年に量産が開始された。

## 概要

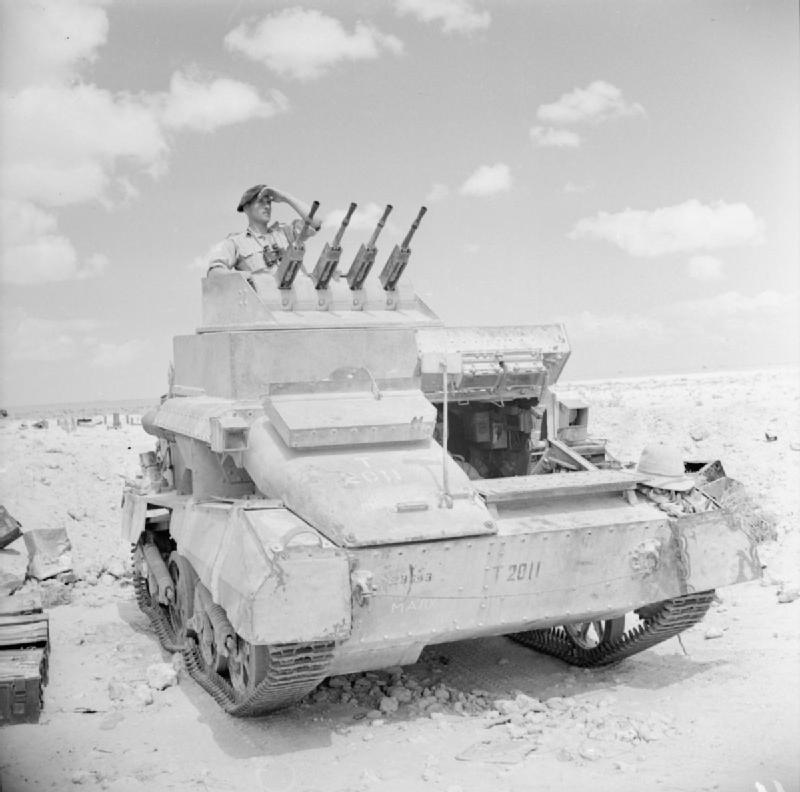
4丁のベサ機関銃を備える、Mk.VI軽戦車改造の対空戦車

イギリス陸軍の装甲部隊は、.303ブリティッシュ弾を小銃や機関銃用として採用していたが、ZB-53はドイツ帝国で開発された8x57mm IS弾薬用に設計されていた。イギリス風ならば、これは7.92mm弾と呼ばれる弾薬である。
.303ブリティッシュ弾は、実包底部のリムがはみ出す起縁式（リムド）弾薬である一方、8x57mm IS弾薬は、リムがはみ出さない無起縁式（リムレス）弾薬であった。イギリス軍にとってはリムレス式弾薬への移行のきっかけになり得るものだったが、戦争の切迫から大規模な変化は許されず、結局、それぞれが並行して生産されることとなった。これには、王立装甲軍団への弾薬供給網が、もともとイギリス陸軍のその他の兵科とは独立していたことも影響している。こうした理由から、ベサ機関銃の弾薬がイギリスで生産されるものへと変更されることは無かった。
このため、緊急時には鹵獲したドイツ軍の弾薬を使用できた。マウザーKar98k小銃や、MG34・MG42が共通規格の弾薬を使用していたためである。
本銃のマークIIバージョンは、1940年に量産に入った。このバージョンでは、セレクターで発射レートの切り替えが行えるよう改修が施された。レートは、高発射率では800発毎分、低発射率では500発毎分である。戦争の拡大から、より速やかで低廉に量産できるよう設計に改修が行われ、マークIIIバージョンが完成した。この銃では、発射レートモデルがL（Low、低発射率を意味する）またはH（High、高発射率を意味する）となった。
より大口径で重量のあるバージョンは、重量57kg、口径15mmのバージョンである。BSAによって開発されたこの機関銃もまた、ベルト給弾式であり、もとはチェコスロバキアの車載用ZB vz.60重機関銃であった。この銃は単発および連発で発砲できる。本銃はMk.VI軽戦車C型や、ハンバー装甲車マークIIIのような装甲車に搭載された。
第二次世界大戦後、イギリス軍戦車に搭載されていたベサ機関銃は、口径をNATO標準である7.62mmに統一するため、アメリカからレンドリースされた戦車に搭載されていて好評であったブローニングM1919重機関銃に交替されていった。
| SA ベサ 7.92   | マーク IZ, IIZ |
| SA 徹甲弾 7.92 | マーク IZ, IIZ |
| SA 曳光弾 7.92 | マーク IZ, IIZ |
| SA 焼夷弾 7.92 | マーク I       |

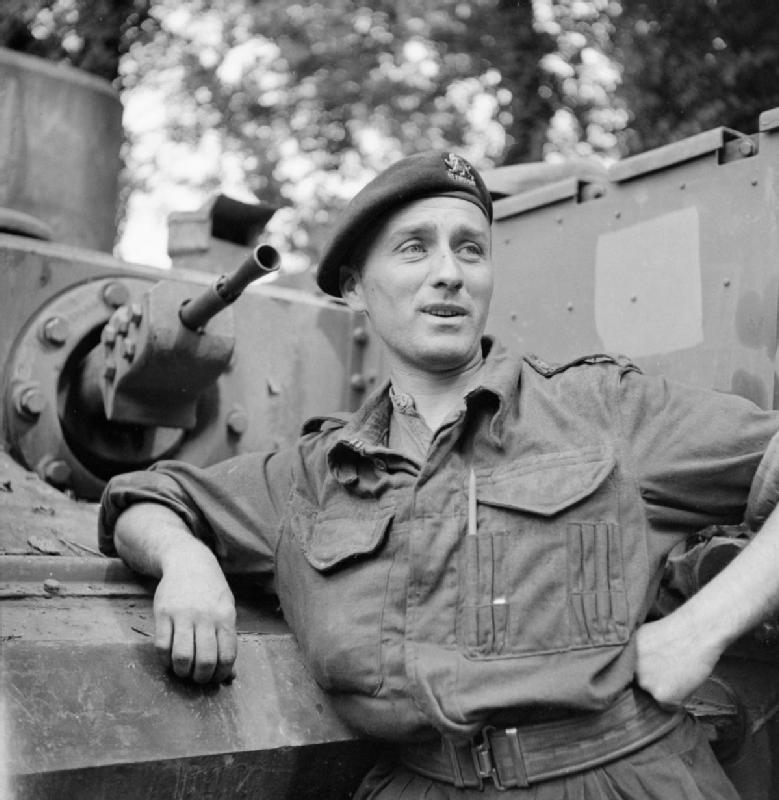
チャーチル歩兵戦車の車載機銃として使用されるベサ機関銃
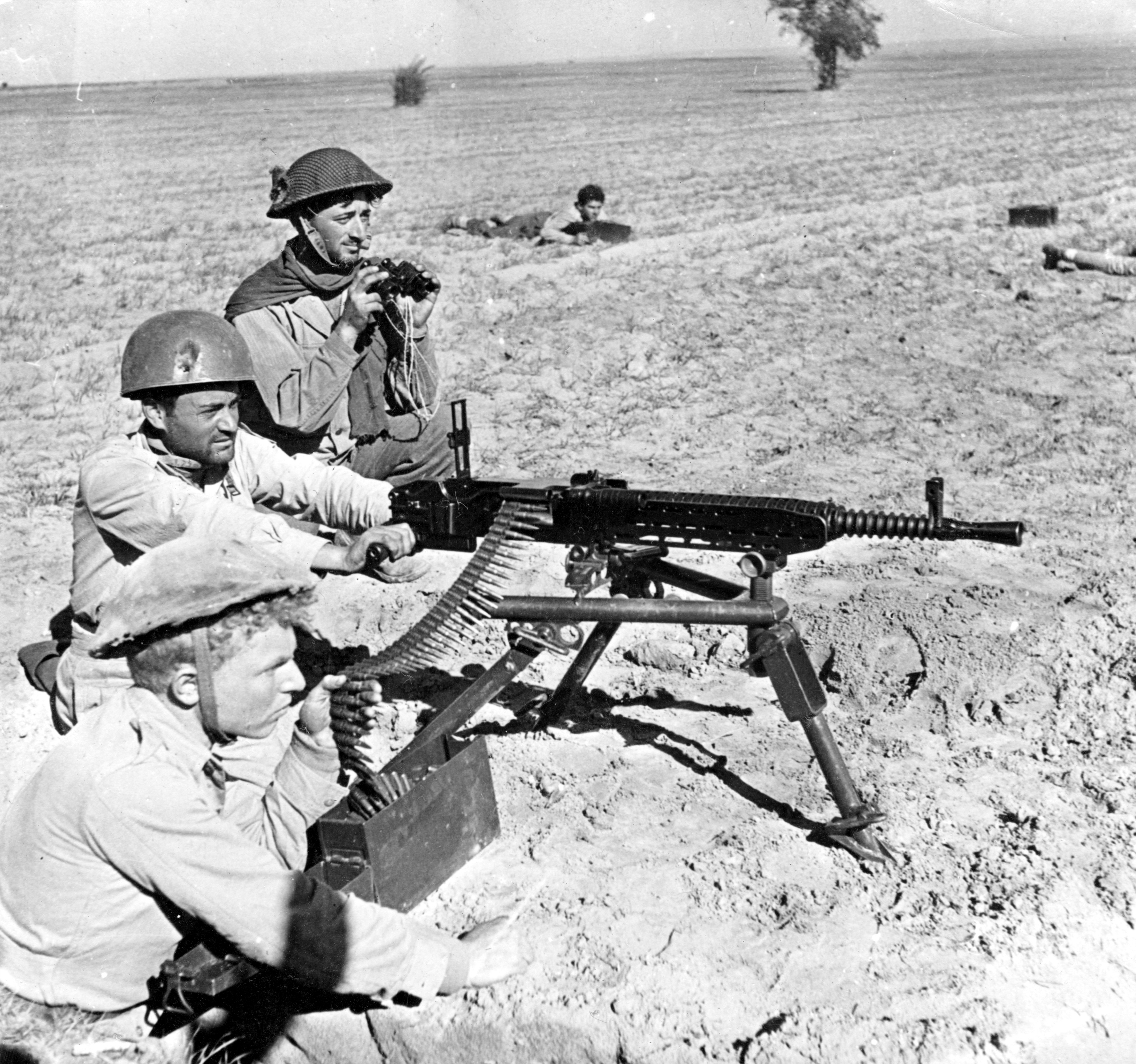
原型のVz.37重機関銃を三脚に架装して射撃する兵士（1949年、第一次中東戦争時のイスラエル軍）
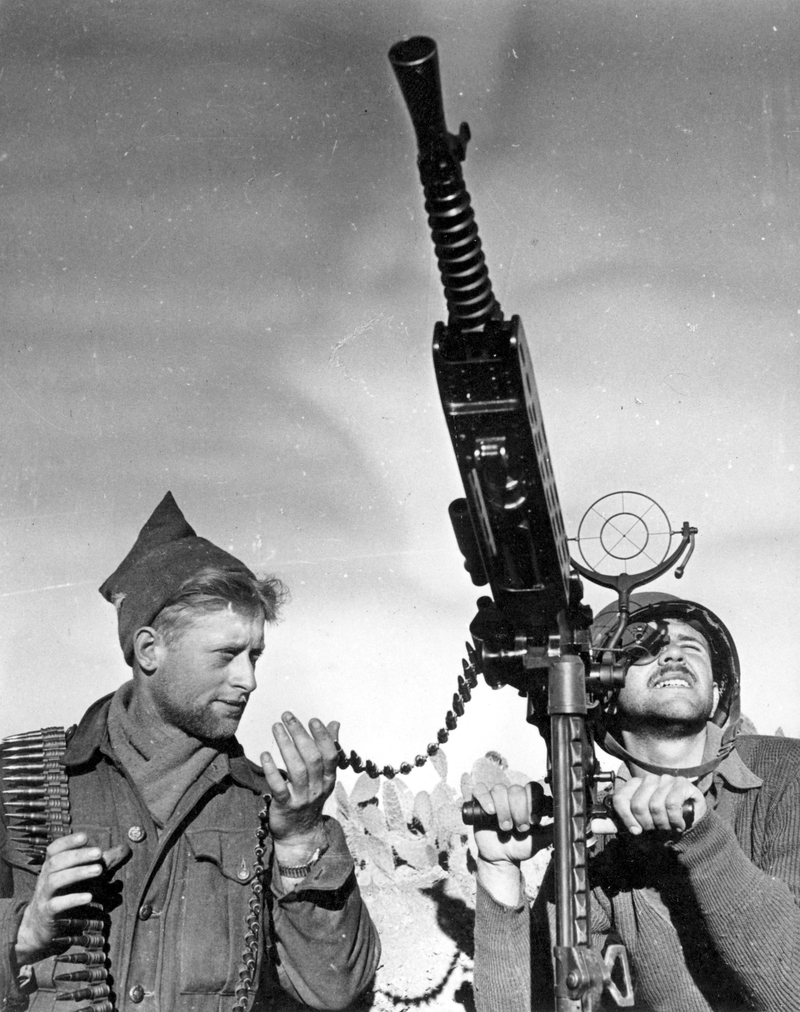
原型のVz.37重機関銃を対空用銃架に装着した状況（1949年、第一次中東戦争時のイスラエル軍）